# Fernando de Buen y Lozano
Fernando de Buen y Lozano (* 10. Oktober 1895 in Barcelona; † 6. Mai 1962 in Viña del Mar, Chile) war ein spanisch-stämmiger Ichthyologe, Ozeanograf und Fischereibiologe, der später in Mexiko, Uruguay und Chile lebte. Sein wissenschaftliches Ansehen, das weltweit anerkannt war, und seine Erfahrung in der Arbeit in verschiedenen Ländern machten ihn zur Schlüsselfigur für die Organisation und Koordinierung der entstehenden ozeanografischen Aktivitäten des südamerikanischen Kontinents.

## Leben
De Buen war der Sohn von Odón de Buen y del Cos, dem Gründer und Direktor des Instituto Español de Oceanografía (Spanisches Institut für Ozeanografie), und dessen Frau Rafaela Lozano Rey. Er absolvierte ein Parellelstudium der Pharmazie und der Naturwissenschaften, wobei er die Pharmazie im letzten Studienjahr zugunsten der Naturwissenschaften aufgab. 1917 machte er seinen Abschluss und im April 1923 promovierte er an der Universität Madrid mit einer Dissertation über die Grundeln der Iberischen Halbinsel und der Balearen zum Doktor der Naturwissenschaften. Bald darauf heiratete er María del Carmen López de Heredia Aransez, mit der eine Tochter (geboren 1924) und einen Sohn (geboren 1926) hatte. Während seiner beruflichen Tätigkeit in Spanien war er Leiter der Abteilung für Biologie am Instituto Español de Oceanografía und Professor an der Universität Madrid, wo er zahlreiche Schriften über die Systematik der Grundeln, die Biologie der Sardinen und verschiedene andere Fische des Mittelmeers und des angrenzenden Atlantiks veröffentlichte. 1935 katalogisierte er die Fische der Iberischen Halbinsel unter Verwendung der modernen Nomenklatur. Als Folge der Diktatur von Francisco Franco emigrierte er 1939 nach Mexiko, wo er sich intensiv wissenschaftlich betätigte. Er lehrte und forschte während zweier Perioden in Mexiko: von 1939 bis 1946 sowie von 1953 bis 1957, wobei er die Lehrstühle für Höhere Botanik und Zoologie sowie Biologie und Geologie an der Universidad Michoacana de San Nicolás de Hidalgo in Morelia innehatte. Er war technischer Berater der Limnologischen Station von Pátzcuaro sowie der Generaldirektion für Fischerei. Er war Professor für Botanik und Protozoologie an der Escuela Nacional de Ciencias Biológicas (ENCB) des Instituto Politécnico Nacional. Seine Verbundenheit mit Mexiko war so eng, dass er die Staatsbürgerschaft des Landes annahm. Im Jahr 1941 war er ordentlicher Professor für Biologie, Höhere Botanik und Höhere Zoologie im Studiengang Biowissenschaften am Colegio de San Nicolás. Zudem war er ordentlicher Professor für Biologie an der Escuela Normal Mixta der Universidad Michoacana. Im Jahr 1941 übernahm er die Einrichtung und den Betrieb des Biologielabors an der Universidad Michoacana, das er zusammen mit anderen Labors seit 1939 geplant hatte. In diesen Jahren veröffentlichte er mehrere Arbeiten über seine Forschungen am Pátzcuaro-See und an anderen mexikanischen Gewässern.
Im Jahr 1946 wurde er von der Regierung Uruguays beim Servicio Oceanográfico y de Pesca (S.O.Y.P.) eingestellt, einer Einrichtung, die 1945 gegründet wurde. Beim S.O.Y.P. organisierte er die wissenschaftlich-technische Abteilung und war auch wissenschaftlicher Mitarbeiter am Museo Oceanográfico Dámaso Antonio Larrañaga, das derselben Organisation unterstand. De Buen arbeitete gleichzeitig als Professor an der Universidad de la República (UDELAR), wo er Lehrgänge in Hydrobiologie und Protozoologie unterrichtete, und am Museo Nacional de Historia Natural in Montevideo, wo er im Bereich Ichthyologie forschte. 1949 entstand De Buens erster Kontakt mit Chile im Rahmen des Ersten Lateinamerikanischen Ozeanografie-Kongresses in der Estación de Biología Marina de Montemar in Viña del Mar. Von 1952 bis 1953 war er Experte der FAO (Ernährungs- und Landwirtschaftsorganisation der Vereinten Nationen) im Rahmen des Entwicklungsprogramms der Vereinten Nationen (UNDP). Später wurde er von der chilenischen Regierung beauftragt, fischereibiologische Studien durchzuführen. Nach zahlreichen Kontakten ließ er sich 1957 endgültig in Chile nieder, wo er einen Vertrag mit der Universidad de Chile erhielt, um ichthyologische Forschungen in den Universitätsinstituten durchzuführen. De Buen revidierte verschiedene chilenischer Fischgruppen, wobei er das Material der hydrobiologischen Abteilung des Nationalmuseums für Naturgeschichte nutzte und mit dem der Estación de Biología Marina de Montemar fortfuhr. Anfang 1961 wurde er Direktor des Instituts für Meeresbiologie mit Sitz in Viña del Mar. Im November desselben Jahres wurde ihm offiziell die Präsidentschaft des neu gegründeten Lateinamerikanischen Rates für Ozeanografie übertragen. 1963 erschien postum die Monografie Los peces de la Isla de Pascua, die das gesamte Material enthält, das von verschiedenen nationalen Naturforschern auf der Osterinsel gesammelt wurde.
De Buen war ausländisches Ehrenmitglied der American Society of Ichthyologists and Herpetologists. Im Mai 1962 kam er bei einem Autounfall in Viña del Mar ums Leben.

## Erstbeschreibungen von Fernando de Buen
De Buen beschrieb rund 40 Taxa, darunter:
- Aculeola de Buen, 1959
- Aculeola nigra de Buen, 1959
- Alepocephalus melas de Buen, 1961
- Allotoca catarinae (de Buen, 1942)
- Apristurus nasutus de Buen, 1959
- Bathyraja longicauda (de Buen, 1959)
- Cantherhines rapanui (de Buen, 1963)
- Chirostoma charari (de Buen, 1945)
- Chirostoma compressum de Buen, 1940
- Chirostoma copandaro de Buen, 1945
- Chromogobius de Buen, 1930
- Cobitis paludica (de Buen, 1930)
- Epigonus crassicaudus de Buen, 1959
- Gobius roulei de Buen, 1928
- Gurgesiella de Buen, 1959
- Gurgesiella furvescens de Buen, 1959
- Gurgesiellidae de Buen, 1959
- Gymnothorax nasuta de Buen, 1961
- Hippoglossina montemaris de Buen, 1961
- Hoplostethus fragilis (de Buen, 1959)
- Hubbsina turneri de Buen, 1940
- Hydrolagus macrophthalmus de Buen, 1959
- Ictalurus ochoterenai (de Buen, 1946)
- Lesueurigobius sanzi (de Buen, 1918)
- Maxillicosta reticulata (de Buen, 1961)
- Micropogonias fasciatus (de Buen, 1961)
- Notropis moralesi de Buen, 1955
- Odondebuenia de Buen, 1930
- Odontesthes humensis de Buen, 1953
- Odontesthes orientalis de Buen, 1950
- Odontesthes retropinnis (de Buen, 1953)
- Poblana de Buen, 1945
- Poblana alchichica de Buen, 1945
- Pomatoschistus lozanoi (de Buen, 1923)
- Pseudaphya ferreri (de Buen & Fage, 1908)
- Rajella nigerrima (de Buen, 1960)
- Sargocentron wilhelmi (de Buen, 1963)
- Scorpaena uncinata de Buen, 1961
- Tetronarce tremens (de Buen, 1959)
- Zebrus de Buen, 1930

## Dedikationsnamen
Der russische Ichthyologe Boris Sergejewitsch Iljin benannte 1930 die Grundelgattung Buenia zu Ehren von Fernando de Buen.